# YouTube TV
YouTube TV est un service américain de télévision Internet (OTT) qui propose des émissions de télévision en direct, des vidéos à la demande et des enregistreurs numériques en nuage pour plus de 70 réseaux de télévision. Il appartient à YouTube, une filiale de Google. YouTube TV diffuse les principaux réseaux américains tels que ABC, CBS, NBC, Fox, FX, AMC, CNN, TBS, Discovery et ESPN. Le service est lancé le 28 février 2017.

## Histoire
YouTube TV a commencé à diffuser en avril 2017 sur cinq marchés américains - New York, Los Angeles, Chicago, Philadelphie et San Francisco. Outre les réseaux nationaux américains, YouTube TV diffuse les autres chaînes appartenant à ces réseaux, à leurs propriétaires et à d'autres sociétés de médias. Parmi les autres chaînes, on peut citer CNBC, MSNBC, Fox News, BBC World News, The Smithsonian Channel (une initiative de Showtime Networks, propriété de CBS, et de la Smithsonian Institution); Sundance TV (détenue par AMC Networks); de nombreuses chaînes sportives; Disney Channel (propriété de The Walt Disney Company); ainsi que BBC America (détenue conjointement par AMC Networks et BBC Studios). Les membres de YouTube TV ont également accès aux films et aux émissions originales de YouTube Premium, bien qu'un abonnement à YouTube Premium ne soit pas inclus avec YouTube TV.
La même année, YouTube a ajouté MLB Network et des accords régionaux avec les Seattle Sounders et le Los Angeles FC de Major League Soccer,.
Le 14 février 2018, YouTube TV a commencé à diffuser les réseaux câblés du système de télévision Turner Broadcasting System (appartenant notamment à Time Warner) (notamment TBS, TNT, CNN et Cartoon Network). De plus, YouTube TV a également annoncé un accord pour ajouter NBA TV et MLB Network.
En janvier 2019, le service est étendu à 98 % des ménages américains. En mars, YouTube TV est lancé à Glendive, dans le Montana, et est ainsi disponible sur tous les marchés de la télévision aux États-Unis.
Le 10 avril 2019, YouTube TV ajoute neuf réseaux appartenant à Discovery, Inc. (parmi lesquels Discovery Channel, Travel Channel, HGTV et Food Network). Cela a amené YouTube TV à plus de 70 chaînes. Google a également annoncé l’ajout du réseau Oprah Winfrey. Le prix mensuel pour tous les clients a augmenté d'environ 42 % par rapport au prix de lancement et de 25 % par rapport au prix de mars 2018.
Le 29 juillet 2019, lors de la tournée de presse estivale organisée par la Television Critics Association à Pasadena, en Californie, YouTube TV a annoncé la signature d'un accord historique pluriannuel avec Public Broadcasting Service (PBS) visant à permettre la distribution en direct des chaînes en direct des chaînes membres de PBS et de PBS Kids Channel au quatrième trimestre de 2019 (juste avant ou après les campagnes de promesses de dons de novembre de certaines stations Public Broadcasting Service).